# Wasyl Hrycuk
Wasyl Wasylowycz Hrycuk, ukr. Василь Васильович Грицук (ur. 21 listopada 1987 w Krzywym Rogu, w obwodzie dniepropetrowskim) – ukraiński piłkarz, grający na pozycji pomocnika.

## Kariera piłkarska
Wychowanek klubu Krywbas Krzywy Róg, barwy którego bronił w juniorskich mistrzostwach Ukrainy (DJuFL). 28 sierpnia 2004 rozpoczął karierę piłkarską w drużynie rezerw Krywbasu, a 6 maja 2007 debiutował w podstawowym składzie klubu. Wiosną 2009 został wypożyczony do Naftowyk-Ukrnafty Ochtyrka. Podczas przerwy zimowej sezonu 2009/2010 zasilił skład FK Ołeksandrija. Latem 2011 powrócił do ochtyrskiego klubu. W lipcu 2012 ponownie został piłkarzem FK Ołeksandrija.

## Sukcesy i odznaczenia

### Sukcesy klubowe
PFK Oleksandria
- mistrz Ukraińskiej Pierwszej Ligi: 2014/15
- wicemistrz Ukraińskiej Pierwszej Ligi: 2013/14
- brązowy medalista Ukraińskiej Pierwszej Ligi: 2012/13